# Payson (betaltjänst)
Payson är en tjänst och ett varumärke under Svea Bank. Payson startades 2004 som ett svenskt E-handelsföretag för person- till personbetalningar över Internet. Paysons tjänster finns idag bland annat på Tradera, Sello, Fyndiq med flera. Payson riktar sig både till privatpersoner och företag.
År 2012 blev Payson AB en del av Svea-koncernen och den 1 juni 2022 slogs bolagen ihop och verkar nu under Svea Bank AB. Varumärket Payson fortsätter dock att användas, nu med tillägget "by Svea".
Payson stoppade 2013 betalningsförmedlingen till en webbshop för sexleksaker i Lund, vilket fått Finansinspektionen att kräva svar på vilka grunder detta görs.

## Bedrägeri i Payson AB:s namn
År 2013 uppmärksammades ett flertal fall av bedrägeri, i vilka gärningsmännen utgav sig för att använda Paysons personbetalningstjänst för betalningar på köp- och säljsidor. I själva verket hade de fakturor som skickats ingen koppling till Payson AB, utan ledde direkt till gärningsmännens bankkonto.